# Mostyska
Mostyska (ukrainisch Мостиська; russisch Мостиска Mostiska, polnisch Mościska) ist eine in der Westukraine liegende Stadt mit etwa 9000 Einwohnern.
Die Stadt liegt am Ufer der Sitschna (Січна), einem linken Nebenfluss der Wyschnja, etwa 61 Kilometer westlich der Oblasthauptstadt Lwiw. Die Grenze zu Polen befindet sich etwa 12 Kilometer westlich. Durch die Stadt verläuft die Europastraße 40 / M 11.

## Geschichte
Die Ortschaft Mostycz im Fürstentum Galizien-Wolhynien wurde 1244 als eine Stelle einer Schlacht zwischen Daniel Romanowitsch und Rostislaw Mihailowitsch erstmals erwähnt. Nach der Einnahme Rotrutheniens durch Polen (definitiv 1359) wurde die im Süden gelegene Gebirgsgegend in einer deutschrechtlichen Kolonisation zum größeren Teil von römisch-katholischen Siedlern besiedelt. 1404 erhielt der Ort das Stadtrecht nach Magdeburger Recht und wurde zum städtischen Zentrum für die römisch-katholische Bevölkerung in über Dutzend mehrheitlich römisch-katholischen Dörfern, die zu einer polnischen Sprachinsel im Süden der Stadt (die vor dem Zweiten Weltkrieg etwa zwanzig Gemeinden umfasste) und einen Teil des „polnischen Korridors“ (eines Siedlungskeils mit deutlich größerem Anteil polnischer Bevölkerung) entlang der Via Regia zwischen Przemyśl und Lemberg wurden. Das Privileg ist nicht erhalten, aber die nicht-katholischen, orthodoxen Ruthenen waren zu dieser Zeit oft aus der neuen deutschrechtlichen Städten ausgeschlossen. Die Polen machten die Mehrheit der Stadtbewohner bis zum 17. Jahrhundert aus. Die Juden siedelten sich in der Stadt ab der Mitte des 16. Jahrhunderts an und Mostyska entwickelte sich schrittweise zu einem (polnischsprachigen) Schtetl. Erst in der ersten Hälfte dieses Jahrhunderts bauten die Ruthenen (Ukrainer) die erste orthodoxe bzw. griechisch-katholische Kirche. Im Jahr 1641 entstand ein Dekanat des Bistums Przemyśl für 15 Pfarrgemeinden, die aus dem Dekanat Przemyśl ausgegliedert wurden (die Hälfte).
Bei der Ersten Teilung Polens kam die Stadt 1772 zum österreichischen Galizien und wurde später zu einem wichtigen Zentrum der Juden Galiziens. 1785 wurde die Kaiser-Chaussee (Wiener Haupt Comercial Strasse) durch Mostyska eröffnet, aber die im Jahr 1861 eröffnete Bahnstrecke Lwiw–Przemyśl der Galizischen Carl Ludwig-Bahn umging die Stadt im Norden. Die Stadt war von 1854 bis 1918 Sitz der Bezirkshauptmannschaft Mościska sowie danach von 1867 bis 1918 der Sitz eines Bezirksgerichts.
Im Jahre 1900 hatte die Gemeinde Mościska 483 Häuser mit 4674 Einwohnern, davon waren 4616 Polnischsprachige, 48 Ruthenischsprachige, 2548 waren Juden, 1614 römisch-katholisch, 512 griechisch-katholisch.
Nach dem Zerfall Österreich-Ungarns zum Ende des Ersten Weltkriegs wurde Mostyska zunächst Bestandteil der Westukrainischen Volksrepublik und nach dem Polnisch-Ukrainischen Krieg kam sie an Polen. Hier lag sie ab 1921 in der Woiwodschaft Lwów und wurde Zentrum des gleichnamigen Powiats Mościska. In der Zeit lebten 2.300 Juden in der Stadt, etwa die Hälfte der zur anderen Hälfte vorwiegend polnischen Bevölkerung. Während des Zweiten Weltkriegs war die Stadt nach der Sowjetischen Besetzung Ostpolens ab September 1939 von der Sowjetunion besetzt, diese machten ihn zum Hauptort des Ujesd Mostiska, ab Januar 1940 dann zur Rajonshauptstadt des gleichnamigen Rajons innerhalb der Oblast Drohobytsch. Nach dem Überfall auf die Sowjetunion im Juni 1941 wurde Mostyska dann bis 1944 von Deutschland besetzt. Die Deutschen errichteten ein Ghetto für die jüdische Bevölkerung und die 3000 Juden der Stadt wurden schließlich im Oktober 1942 in das Vernichtungslager Belzec deportiert.
Nach dem Ende des Krieges wurde die Stadt wieder der Ukrainische SSR innerhalb der Sowjetunion zugeschlagen und die verbliebene polnische Bevölkerung im Zuge der Zwangsumsiedlung von Polen aus den ehemaligen polnischen Ostgebieten 1944–1946 nach Polen deportiert. Die bis dahin selbstständigen Dörfer Rudniki (ukrainisch Рудники Rudnyky), Rzadkowice (ukrainisch Рідковичі Ridkowytschi), Sułkowszczyzna (ukrainisch Сулківщина Sulkiwschtschyna) und Zakościele (ukrainisch Закостілля Sakostillja) wurden nach 1945 eingemeindet und bilden keine eigenständigen Orte mehr. Seit dem Zerfall der Sowjetunion 1991 gehört die Stadt zur unabhängigen Ukraine.
Mostyska gilt heute als ein wichtiges Zentrum für die polnische Bevölkerung in der Umgebung, die auf 5000 bis 6000, davon um 3000 in der Stadt selbst, geschätzt wurde. Im Jahr 2002 wurde eine polnische Mittelschule in Mostyska eröffnet. Mostyska blieb ein Sitz eines Dekanats des Erzbistums Lemberg und umfasst 22 Pfarreien.
Im Ort befindet sich eine Umspurananlage, um die Züge (Bahnstrecke Lwiw–Przemyśl) der Polnischen Bahn auf das ukrainisch-russische Breitspursystem umzusetzen.

## Verwaltungsgliederung
Am 18. Dezember 2016 wurde die Stadt zum Zentrum der neu gegründeten Stadtgemeinde Mostyska (Мостиська міська громада Mostyska miska hromada). Zu dieser zählen noch die 27 Dörfer Arlamiwska Wolja, Berehowe, Buchowytschi, Chatky, Chorosnyzja, Doboschtschiwka, Hodyni, Korolyn, Kryssowytschi, Lypnyky, Mystytschi, Nahirne, Pidlisky, Pissok, Pnikut, Radenytschi, Sannyky, Saritschtschja, Sawadiw, Slabasch, Stojanzi, Strilezke, Tschyschewytschi, Tschyschky, Twirscha, Wyjkowytschi und Wyschenka; bis dahin bildete sie die Stadtratsgemeinde Mostyska.
Am 12. Juni 2020 kamen dann noch die 35 Dörfer Chlypli, Dubynky, Hostynzewe, Jatwjahy, Katschmari, Knjahynytschi, Kolodka, Kortschunok, Kostylnyky, Kropylnyky, Krukenytschi, Krywjaky, Malniw, Masury, Maxymzi, Malniwska Wolja, Martyny, Meleschky, Nihowytschi,  Ostroschez, Petyky, Pidhat, Pychy, Roschaky, Sahorby, Sawada, Sawerchy, Sawjasanzi, Sokolja, Soltyssy, Starjawa, Sudkowytschi, Topilnyzja, Tschernewe und Wolja-Sadkiwska hinzu. Gleichzeitig wurde der Ort, der bis dahin der Hauptort des Rajons Mostyska war, ein Teil des Rajons Jaworiw.
Folgende Orte sind neben dem Hauptort Mostyska Teil der Gemeinde:
| Name                     | Name             | Name                                  | Name              |
| ukrainisch transkribiert | ukrainisch       | russisch                              | polnisch          |
| ------------------------ | ---------------- | ------------------------------------- | ----------------- |
| Arlamiwska Wolja         | Арламівська Воля | Арламовская Воля (Arlamowskaja Wolja) | Arłamowska Wola   |
| Berehowe                 | Берегове         | Береговое (Beregowoje)                | Słomianka         |
| Buchowytschi             | Буховичі         | Буховичи (Buchowitschi)               | Buchowice         |
| Chatky                   | Хатки            | Хатки (Chatki)                        | Chatki            |
| Chorosnyzja              | Хоросниця        | Хоросница (Chorosniza)                | Chorośnica        |
| Chlypli                  | Хлиплі           | Хлипли (Chlipli)                      | Chliple           |
| Doboschtschiwka          | Добощівка        | Добощевка (Doboschtschewka)           | Doboszczówka      |
| Dubynky                  | Дубинки          | Дубинки (Dubinki)                     | Dubinki           |
| Hodyni                   | Годині           | Годыни (Godyni)                       | Hodynie           |
| Hostynzewe               | Гостинцеве       | Гостинцово (Gostinzowo)               | Laszki Gościńcowe |
| Jatwjahy                 | Ятвяги           | Ятвяги (Jatwjagi)                     | Jatwięgi          |
| Katschmari               | Качмарі          | Качмари                               | Kaczmary          |
| Knjahynytschi            | Княгиничі        | Княгиничи (Knjaginitschi)             | Knihynice         |
| Kolodka                  | Колодка          | Колодка                               | Kłódka            |
| Korolyn                  | Королин          | Королин (Korolin)                     | Królin            |
| Kortschunok              | Корчунок         | Корчунок (Kortschunok)                | Korczunek         |
| Kostylnyky               | Костильники      | Костыльники (Kostylniki)              | Kościelniki       |
| Kropylnyky               | Кропильники      | Кропильники (Kropilniki)              | Kropielniki       |
| Krukenytschi             | Крукеничі        | Крукеничи (Krukenitschi)              | Krukienice        |
| Kryssowytschi            | Крисовичі        | Крысовичи (Kryssowitschi)             | Krysowice         |
| Krywjaky                 | Крив'яки         | Кривяки (Kriwjaki)                    | Krzywiaki         |
| Lypnyky                  | Липники          | Липники (Lipniki)                     | Lipniki           |
| Malniw                   | Малнів           | Малнов (Malnow)                       | Małnów            |
| Malniwska Wolja          | Малнівська Воля  | Малновская Воля (Malnowskaja Wolja)   | Małnowska Wola    |
| Martyny                  | Мартини          | Мартыны                               | Martyny           |
| Masury                   | Мазури           | Мазуры                                | Mazury            |
| Maxymzi                  | Максимці         | Максимцы (Maximzy)                    | Maksymce          |
| Meleschky                | Мелешки          | Мелешки (Meleschki)                   | Meleszki          |
| Mystytschi               | Мистичі          | Мистичи (Mistitschi)                  | Mistyce           |
| Nahirne                  | Нагірне          | Нагорное (Nagornoje)                  | Pakość            |
| Nihowytschi              | Ніговичі         | Ниговичи (Nigowitschi)                | Nihowice          |
| Ostroschez               | Острожець        | Острожец                              | Ostrożec          |
| Petyky                   | Петики           | Петыки (Petyki)                       | Petyki            |
| Pidhat                   | Підгать          | Подгать (Podgat)                      | Podgać            |
| Pidlisky                 | Підліски         | Подлески (Podleski)                   | Podliski          |
| Pissok                   | Пісок            | Песок (Pessok)                        | Tuligłowy         |
| Pnikut                   | Пнікут           | Пникут                                | Pnikut            |
| Pychy                    | Пихи             | Пыхи (Pychi)                          | -                 |
| Radenytschi              | Раденичі         | Раденичи (Radenitschi)                | Radenice          |
| Roschaky                 | Рожаки           | Рожаки (Roschaki)                     | Rożaki            |
| Sahorby                  | Загорби          | Загорбы (Sagorby)                     | Zahorby           |
| Sannyky                  | Санники          | Санники (Sanniki)                     | Sanniki           |
| Saritschtschja           | Заріччя          | Заречье (Saretschje)                  | Zarzecze          |
| Sawada                   | Завада           | Завада                                | Zawada            |
| Sawadiw                  | Завадів          | Завадов (Sawadow)                     | Zawadów           |
| Sawjasanzi               | Зав'язанці       | Завязанцы (Sawjasanzy)                | Laszki Zawiązane  |
| Sawerchy                 | Заверхи          | Заверхи (Sawerchi)                    | Zawieruchy        |
| Slabasch                 | Слабаш           | Слабаш                                | Słabasz           |
| Sokolja                  | Соколя           | Соколя                                | Sokola            |
| Soltyssy                 | Солтиси          | Солтысы                               | Sołtysy           |
| Starjawa                 | Старява          | Старява                               | Starzawa          |
| Stojanzi                 | Стоянці          | Стоянцы (Stojanzy)                    | Stojańce          |
| Strilezke                | Стрілецьке       | Стрелецкое (Strelezkoje)              | Strzelczyska      |
| Sudkowytschi             | Судковичі        | Судковичи (Sudkowitschi)              | Sudkowice         |
| Topilnyzja               | Топільниця       | Топольница (Topolniza)                | Topolnica         |
| Tschernewe               | Черневе          | Чернево (Tschernewo)                  | Czerniawa         |
| Tschyschewytschi         | Чижевичі         | Чижевичи (Tschischewitschi)           | Czyżowice         |
| Tschyschky               | Чишки            | Чишки (Tschischki)                    | Czyszki           |
| Twirscha                 | Твіржа           | Твиржа                                | Twierdza          |
| Wolja-Sadkiwska          | Воля-Садківська  | Воля-Садковская (Wolja-Sadkowskaja)   | Wola Sudkowska    |
| Wujkowytschi             | Вуйковичі        | Вуйковичи (Wuikowitschi)              | Wojkowice         |
| Wyschenka                | Вишенька         | Вишенка (Wischenka)                   | Wiszenka          |

## Persönlichkeiten
- Benzion Igel (1838–1898), österreichischer Mathematiker
- Jan Szczepanik (1872–1926), polnischer Chemiker und Erfinder
- Antoni Czajka (1929–2014), polnischer Politiker
- Eduard Kawa (* 1978), ukrainischer Geistlicher aus der polnischen Minderheit, römisch-katholischer Bischof von Kamjanez-Podilskyj